# Haagsche Hockey & Bandy Club
De Haagsche Hockey & Bandy Club is een voormalige Nederlandse hockeyclub uit Den Haag.

## 1890 De komst van hockey in Nederland
In december 1890 bracht Pim Mulier, de vader van de voetbalsport in Nederland, na een bezoek aan Engeland de bandy- en hockeysport naar Nederland.
Op tweede kerstdag 1894 vond de eerste veldhockeywedstrijd plaats tussen de hockeyteams van Amsterdam en Rotterdam. De bandyspelers speelden buiten het ijsseizoen veldhockey.

## 1897 oprichting van HHBC
Ook in studentensteden als Delft en Leiden waren aan het einde van de negentiende eeuw hockeyers actief, maar clubs werden niet opgericht. De vonk sloeg wel over naar Den Haag. Op 14 november 1897 vond op een terrein van het landgoed Clingendael een demonstratiewedstrijd veldhockey plaats tussen een elftal van de Hockey en Bandy Club Haarlem & Omstreken en een studentenelftal. Het doel van deze wedstrijd was het hockeyspel in Den Haag te introduceren en een hockeyclub op te richten. En dit lukte.
Nog diezelfde week besloot een aantal jonge juristen de Haagsche Hockey & Bandy Club (HHBC) op te richten. Voorzitter van de nieuwe club was mr. N.A.M. van Aken.
Baron van Brienen stond voorlopig toe dat de nieuwe club op zijn landgoed Clingendael bleef oefenen. Op zondag 6 maart 1898 debuteerde HHBC tegen de Haarlemse hockeyclub. 
In december 1898 speelde HHBC de eerste Nederlandse internationale hockeywedstrijd tegen de Brusselse club Léopold.
Uit Rotterdam ontving de Haagse club van voetbalvereniging Victoria in 1899 een verzoek een demonstratiewedstrijd in de havenstad te willen geven. Deze wedstrijd werd op 1 oktober 1899 tegen de Haarlemse hockeyclub gepeeld. Na afloop werd in Rotterdam hockeyclub Victoria  opgericht.

## 1898 oprichting van de Nederlandsche Hockey en Bandy Bond (NHBB)
In maart 1898 opperden enige Haagse en Haarlemse spelers het plan een hockeybond in het leven te roepen. Het zou nog enige maanden duren voor deze nieuwe organisatie ook daadwerkelijk tot stand kwam. Op 8 oktober 1898 werd de Nederlandsche Hockey en Bandy Bond (NHBB), mede op initiatief van de HHBC, opgericht.
Al vrij snel verlieten de bandyspelers de bond en gingen hun eigen weg. De Haagse HHBC-voorzitter Van Aken werd secretaris van de Nederlandsche Hockey en Bandy Bond en was aan het begin van de twintigste eeuw gedurende een korte periode voorzitter van de nieuwe organisatie.

## 1901 De komst van dames en het einde van HHBC
Ook Haagse dames wilden de hockeyport te beoefenen. Met name de zusters van HHBC-voorzitter mr. N.A.M. van Aken wensten een balletje te slaan. In HHBC speelden enkel heren, zodat in 1901 een nieuwe Haagse club werd opgericht: de Haagsche Mixed Hockey Club (HMHC). In het najaar van 1902 besloten de heren van HHBC massaal over te stappen naar de nieuwe mixed-club. HHBC werd opgeheven en HMHC profiteerde hiervan. Reeds in het eerste jaar van haar bestaan werd HMHC na een kampioenswedstrijd tegen de Haarlemse hockeyclub landskampioen.
Van Aken was zelf aanvoerder van dit nieuwe winnende team en zijn zuster mej. E. van Aken de eerste voorzitter van de nieuwe club.

## HGC en HHBC
HHBC ging in 1901 dus verder in de Haagsche Mixed Hockey Club en deze ging in 1906 samen met HMHC PIOD in de Haagsche Hockey Vereniging. Deze fusie wordt gezien als de officiële oprichtingsdatum (22 september 1906) van HGC. De Haagsche Hockey Vereniging fuseerde in 1915 weer met HMHC ODIS tot de HHV-ODIS Combinatie'. HOC bleef bestaan tot 1951 toen de club samen ging met GHC De Gazellen tot de HOC-Gazellen Combinatie.